# کاگیسو
کاگیسو (انگلیسی: Kagiso) تاون‌شیپی واقع در استان خائوتنگ آفریقای جنوبی در جنوب کروگرزدورپ می‌باشد. کاگیسو در زبان تسوانا به معنای صلح می‌باشد.
بیشتر مردم این منطقه را سیاه‌پوستان تشکیل داده‌اند و درصد کمی از سایر نژادها هم در کنار آن‌ها زندگی می‌کنند.